# Харківський політехнічний інститут Науково-дослідної частини

## Загальні відомості
Науково-дослідна частина (НДЧ) – є структурним підрозділом Національного технічного університету «Харківський політехнічний інститут», що об'єднує підрозділи, які виконують науково-дослідні роботи та розробки з усіх напрямів діяльності згідно зі спеціалізацією університету. НДЧ не має самостійного балансу і статусу юридичної особи. Науково-дослідна частина – науковий підрозділ, яка    об’єднує всі наукові підрозділи університету, в тому числі і 2 науково-дослідні інститути (Інститут НДПКІ «Молнія» та Інститут «Іоносфери») та 3 об’єкти національного надбання України:
- Компресорне господарство, що складається із трьох відцентрових нагнітачів (споживана потужність 3500, 800 і 700 КВт), п’яти повітродувок, трьох поршневих компресорів, електроенергетичного силового устаткування, систем масло- і водопостачання, повітрозабірників, холодильників, вологовіддільників, ресиверів, камер глушіння, системи подачі стиснутого повітря довжиною близько 5 км із запірними арматурами, градирні з басейном та іншими пристроями;
- Науково-експериментальна база, до складу якої входять три унікальні експериментальні повітряні турбіни, дві великомасштабні експериментальні установки, тарувальне сопло, установка для вивчення режимів роботи тягодуттьових машин, два стенди плоских решіток, два стенди для дослідження надзвукових течій, повітряна високошвидкісна аеродинамічна труба, рідкометалевий стенд для дослідження теплообміну у лопатках високотемпературних газових турбін; експериментальна установка для дослідження підшипників та інші експериментальні стенди й установки;
- Навчально-експериментальна лабораторія модульного типу, що складається із трьох стендів для дослідження теплообміну і п’яти стендів для дослідження газодинаміки турбомашин. .

## Історія Науково-дослідної частини  (НДЧ)
Єдність науки і освіти була започаткована в інституті з першого року його заснування першим директором В. Л. Кирпичовим і продовжується до сьогодні. 
Своєю потужною, багатофункціональною науково-освітньою структурою ХПІ зобов’язаний засновникам наукових шкіл кінця ХІХ –початку ХХ ст., які зробили вагомий вклад у розвиток світової та вітчизняної системи вищої освіти, наукової і технічної думки.
Це Лауреат Нобелівської премії Л. Д. Ландау, всесвітньо відомі вчені – академіки М.М.Бєкетов, А.М.Бєкетов, В.О.Стєклов, П.П.Будніков, А.К.Вальтер, А.М.Ляпунов, К.Д.Синєльников, В.І.Орлов, професори К.О.Зворикін, П.М.Мухачов, М.Д.Пільчиков, П.П.Копняєв, почесні доктори Д.І.Менделєєв, М.Є.Жуковський.
В 60-80 роки минулого сторіччя ХПІ стає одним з найкрупніших вузів країни. Підготовку спеціалістів для нових напрямків науково-технічного прогресу очолювали талановиті вчені та педагоги: ректор ХПІ проф. М.Ф.Семко ― в галузі машинобудування; академіки В.І.Атрощенко ― технології зв’язаного азоту; А.П.Філіпов ― прикладної математики і механіки; професори П.П.Карпухін ― органічні барвники; І.М.Бабаков ― механіки; Л.С.Палатник ― фізики металів і напівпровідників; С.М.Куценко ― локомотивобудування; д–р техн. наук, Б.Н.Тютюнников ― технології жирів; д–р техн. наук, І.С.Рогачов ― електромашинобудування; Є. О. Носков ― ливарного виробництва; Я.І.Шнеє ― турбінобудування; М.М.Глаголев ― двигунобудування; доц. С.М.Фертік ― потужних електричних і магнітних полів та інші.
У ХПІ створюються нові кафедри і спеціальності, розвиваються нові наукові школи. Якщо в 60-х рр. в інституті нараховувалось дев’ять наукових шкіл, то в 1985 р., їх вже було 27. Наукові школи ― це творчі співдружності науковців різних поколінь, значні наукові результати яких визнані фахівцями України, союзних республік, зарубіжними вченими. Вони охоплюють фундаментальні та прикладні напрямки наукових досліджень.
Для забезпечення організації та проведення наукових досліджень в 50-х рр. XX ст. в інституті був створений науково-дослідний відділ. На його чолі стояли Є.М.Дегтярьов, К.С.Філімонов, а з 1962 р. керівником відділу став видатний організатор, віддана своїй справі людина, доц. Ю.Г.Погорєлов.
Наприкінці минулого сторіччя провідні ВНЗ СРСР за показниками науково-дослідної діяльності, до числа 25 яких увійшов і ХПІ, досягли рівня галузевих та академічних НДІ. В 1985 році, році 100-річного ювілею навчального закладу, обсяг наукових досліджень перевищив 32 млн. крб., при цьому, всі ці кошти інститут отримав за рахунок виконання господарчих договорів і тільки 1,1 млн. крб., були профінансовані з державного бюджету країни.
Вчені інституту виконували актуальні завдання промисловості, розвивали дружні стосунки з провідними підприємствами Харкова, серед них: ДП «Завод ім. В. О. Малишева», ПАТ «ХТЗ ім. С. Орджонікіндзе», ПАТ «Турбоатом», ДП завод «Електроважмаш», ДП ХМЗ, ДП «ФЕД» та інші.
Вузівська наука, яка вийшла на новий рубіж, вимагала вдосконалення управління, нових підходів до забезпечення впровадження результатів НДР у виробництво, вирішення цілого ряду організаційних питань. Тому з метою подальшого підвищення ефективності науково-дослідної роботи у вузах наказом Міністерства вищої і середньої спеціальної освіти провідним ЗВО була надана можливість створювати науково-дослідні частини. Науково-дослідний відділ того ж року було реорганізовано в науково-дослідну частину, керівником якої став проректор з наукової роботи  д–р техн. наук, проф. І.В.Рижков. Він керував діяльністю НДЧ через своїх заступників: доц. Ю.Г.Погорєлов – заступник з науково-дослідної роботи, доц. Г.В.Лісачук – з прикладної тематики та інші, які згодом стали її керівниками. Зараз керівником НДЧ є  Кривобок Руслан Вікторович , к.т.н., с.н.с., доц., лауреат премії Президента України для молодих учених

## Структура НДЧ
Науково-дослідна частина - один з основних структурних підрозділів університету.
Наукові підрозділи
- 2 наукові інститути;
- 3 об’єкти Національного надбання;
- Наукові центри колективного використання унікальним науковим обладнанням;
- Держбюджетні групи при кафедрах;
- Науково-дослідні, науково-проектні, навчально-наукові та випробувальні лабораторії при кафедрах;
- Галузеві та регіональні науково-дослідні лабораторії тощо.

## Управління НДЧ
НДЧ очолює завідувач, який здійснює оперативне керівництво її діяльністю, та підпорядковується проректору з наукової роботи.
Проректор з наукової роботи:
- Марченко Андрій Петрович, д.т.н., професор, заслужений діяч науки і техніки України, лауреат Державної премії України в галузі науки і техніки, академік АН вищої школи України.

Завідувач НДЧ
- Кривобок Руслан Вікторович, к.т.н., с.н.с., доцент, лауреат премії Президента України для молодих учених.

## Підрозділи НДЧ
- Відділ комерціалізації та інтелектуальної власності;
- Відділ НТІ і патентно-ліцензійної роботи;
- Відділ стандартизації і метрології;
- Служба радіаційної безпеки;
- Науково-технічний та учбовий центр.

## Основні завдання НДЧ
- Отримання конкурентоспроможних наукових і науково-прикладних результатів шляхом провадження науково-технічної та інноваційної діяльності;
- Забезпечення органічного поєднання в діяльності університету освітньої, наукової та інноваційної діяльності; формування сучасного наукового кадрового потенціалу, здатного розробляти та впроваджувати інноваційні наукові розробки; популяризація наукової діяльності серед студентської молоді, сприяння залученню осіб, які навчаються, до наукової роботи та інноваційної діяльності;
- Налагодження міжнародних зв'язків та провадження міжнародної діяльності в галузі науки.
- Розвиток та виконання фундаментальних, прикладних наукових досліджень та науково-технічних (експериментальних) розробок, у тому числі міждисциплінарних наукових досліджень, у галузі технічних, природничих, гуманітарних, психолого-педагогічних, соціально-економічних наук з метою їх подальшого використання для розвитку пріоритетних напрямів науки і техніки, суспільного розвитку та розбудови економіки країни. Виконання наукових досліджень та науково-технічних розробок з метою ефективного використання та розвитку наукового потенціалу, залучення додаткових коштів для вирішення соціальних та інших завдань.
- Дослідження і розробка теоретичних та методологічних основ формування і розвитку вищої освіти, підсилення впливу науки на вирішення завдань освіти і виховання, збереження і зміцнення визначального характеру науки в розвитку суспільства, культури, економіки.
- Забезпечення підготовки кваліфікованих фахівців, наукових та науковопедагогічних кадрів вищої кваліфікації на основі новітніх досягнень науковотехнічного прогресу.
- Розвиток нових, прогресивних форм науково-технічного співробітництва із закордонними і вітчизняними осередками академічної та галузевої науки з метою спільного вирішення найважливіших науково-технічних завдань, створення високих технологій і розширення використання наукових розробок у промисловості.
- Розвиток інноваційної діяльності для створення наукоємної науковотехнічної продукції та конкурентоспроможних зразків нової техніки і матеріалів, орієнтованих на ринок високих технологій.
- Сприяння захисту інтелектуальної власності та авторських прав дослідників як основи зміцнення і розвитку науки, виходу на світовий ринок високотехнологічної продукції.
- Модернізація та оновлення експериментально-виробничої бази університету та ефективне її використання.[1]